# Pěnový polystyren
Pěnový polystyren (EPS) je pevný a tuhý materiál s buněčnou strukturou, skládá se z 2 % polystyrenu, zbytek tvoří vzduch. Zpravidla má bílou barvu a je vyroben z napěněných polystyrenových kuliček. EPS má široké spektrum využití, používá se např. k výrobě podnosů, talířů, misek, termoboxů nebo balicího materiálu pro ochranu křehkých předmětů před nárazy. Nejčastěji se používá pro výrobu desek určených k izolaci budov. Vyrábí se rovněž ve formě izolačních panelů. Díky univerzálnosti a unikátním vlastnostem nachází uplatnění i v modelářství, při odlévání kovů či výrobě divadelních kulis.
Díky svým vlastnostem, mezi něž patří mimo jiné nízká hmotnost, tuhost a tvárnost, je EPS vhodný pro širokou škálu různých aplikací. Očekává se, že jeho tržní hodnota do roku 2020 přesáhne 15 miliard USD.

## Historie výroby
Patent na výrobu EPS perliček vlastní od roku 1949 firma BASF – autorem je brněnský rodák Fritz Stastny. Na českém území se vyrábí od roku 1963, historicky první závod byl postaven v Kralupech nad Vltavou. Prvním typem vyráběného EPS se stala značka Krasten. Nově patentovaná technologie dorazila k zákazníkům v roce 1973 pod jménem Koplen. Po změně vlastníka byl dodáván jako Synthos EPS. Od 1. 6. 2015 je dodáván s novým retardérem (bez Hexabromcyklododekanu, HBCD) a názvem – InSphere.

## Český trh s pěnovým polystyrenem
Český trh s pěnovým polystyrenem zaznamenal v uplynulých letech významný nárůst výroby i spotřeby. Ve stavebnictví se bílé a šedé desky aplikují nejen jako izolační obklady na domech, ale také při výstavbě mostů, železničních tratí nebo vozovek. V České republice se od roku 2008 spotřeba EPS pohybuje mezi padesáti až šedesáti tisíci tunami ročně.

## Unikátní vlastnosti pěnového polystyrenu
Používání pěnového polystyrenu po dobu více než 60 let dokazuje, že jeho vlastnosti zůstávají při správném použití nezměněny a že jeho životnost uvnitř stavebních konstrukcí je stejná nebo vyšší než životnost ostatních částí stavby. Je odolný vůči běžným stavebním hmotám jako cement, vápno či sádra, těžko se snáší jen s organickými rozpouštědly. Pěnový polystyren nevytváří živnou půdu pro mikroorganismy, neškodí mu ani půdní bakterie. Nehnije, neplesniví a netrouchniví. Dá se lehce zpracovat, neškodí životnímu prostředí a neohrožuje vodu. Při dodržování příslušných místních předpisů může být ukládán společně s plastovým odpadem k recyklaci, nebo být spalován ve spalovnách odpadů.

## Proces výroby pěnového polystyrenu
Základní surovinou pro výrobu EPS jsou polystyrenové perle nebo granule. Ty se vyrábějí suspenzní polymerací monomeru styrenu nebo extruzní technologií a výrobcům jsou dodávány v různých velikostech dle jejich požadavků (0,3 až 2,8 mm). V první fázi výroby zvětší perle působením syté vodní páry svůj objem na dvaceti až padesáti násobek svého původního. Uvnitř každé perle zároveň vznikne buněčná struktura. V další fázi následuje meziuskladnění v provzdušňovaných silech. V čerstvě vypěněných perlích se totiž během chlazení vytvoří podtlak způsobující vysokou citlivost na mechanické poškození. Difusí vzduchu do buněk perlí se podtlak vyrovnává, perle získávají větší mechanickou pružnost a současně se suší.
Závěrečnou fází výroby je tvarování ve formách. Forma v požadovaném tvaru s parními tryskami ve stěnách se vyplní perlemi a vystaví se opět působení syté vodní páry. Perle změknou a dále se nafouknou. V uzavřeném prostoru se vzájemně svaří a vytvoří kompaktní výrobek. V případě bloku se rozřeže teplým drátem na desky požadovaných rozměrů.

## Jak poznat kvalitní polystyren?
Národní organizací, která se od roku 1998 podílí na tvorbě norem a zvyšování bezpečnosti výrobků z EPS, je Sdružení EPS ČR. Sdružení vydalo normu definující jedenáct základních typů vyráběných polystyrenů a stanovuje jejich minimální vlastnosti a způsob označování. K rychlé orientaci mezi nabídkou na trhu slouží logo Značky kvality. Tu uděluje Sdružení EPS ČR na základě pravidelného každoročního monitoringu kvality. Logo poskytuje zákazníkům na první pohled jistotu, že kupovaný pěnový polystyren splňuje vlastnosti vyžadované akreditovanou zkušebnou.

## Odpady z EPS
Po vybalení například televize, ledničky nebo potravin stojíme před problémem, co udělat s použitým obalem z polystyrenu. Pokud nám není lhostejný stav naší přírody a nechceme hodnotnou surovinu nechat bez užitku uložit na skládku, nebo ji dát zlikvidovat jiným způsobem, můžeme využít systém separovaného sběru odpadních obalů. Jeho činnost se řídí podle zákona, který ukládá obcím a městům povinnost třídit a využívat komunální odpad, jehož součástí jsou také obaly z EPS. Stejně tak dovozci, distributoři a maloobchody, uvádějící na trh nebo do oběhu obaly případně balené výrobky, mají podle zákona povinnost obaly odebírat zpět a postarat se o jejich další využití.
Celý systém vycházející z obdobných modelů v jiných evropských zemích je zastřešen firmou EKO-KOM, a. s. (www.ekokom.cz) autorizovanou Ministerstvem životního prostředí, která shromažďuje údaje o produkci obalů od firem uvádějících obaly do oběhu a na základě těchto vykázaných údajů přijímá platby a obstarává jejich rozdělování mezi obce nebo jiné subjekty provozující systémy sběru, třídění a využití obalového odpadu.

## Sběr odpadu
Polystyren (EPS) je zařazen mezi plasty. Výrobky se označují recyklačním trojúhelníkem s číslem 6. V praxi tedy můžeme menší obaly z EPS odložit do žlutých kontejnerů na odpad určených pro plasty, odkud jsou později v k tomu zvlášť určených provozech ručně dotříděny. Objemné obaly z polystyrenu, které se do běžných nádob na plastový odpad nevejdou, nebo větší množství menších obalů, jež by zbytečně vyčerpalo kapacitu nádoby na plast a znemožnilo jiným spoluobčanům odkládat vytříděný odpad, můžeme odevzdat ve sběrných dvorech (recyklačních dvorech). Podmínky pro ukládání odpadu se mohou v jednotlivých sběrných dvorech lišit, a proto je dobré se o nich informovat předem přímo na místě, na příslušném obecním nebo městském úřadě, případně u firmy zajišťující v dané lokalitě svoz odpadu. Jestliže zvolíme možnost vrátit obal od výrobku v obchodě, kde jsme ho zakoupili, je lepší se informovat o podmínkách zpětného odběru hned při nákupu.

## Co se s odpady děje dál
Směs plastového odpadu je svážena do tzv. dotřiďovacích linek, v nichž je tříděna na jednotlivé druhy plastu podle možnosti jejich dalšího zpracování (recyklace). Dotříděné druhy plastů včetně zbylé směsi plastových odpadů se lisují do balíků a odváží ke zpracování na recyklační linky. Při třídění odpadového EPS se postupuje podle stupně znečištění. Znečištění vyplývá z jeho prvotního určení. Například obalové materiály bývají polepeny různými papírovými nebo plastovými štítky, lepicími páskami apod. a je žádoucí ji odstranit.

## Recykluje se i polystyren
Po roztřídění je pěnový polystyren komprimován na objemovou hmotnost 700–800 kg/m³, následně transportován a rozdrcen a dál využit. Neznečistěný materiál lze opět použít při výrobě nových obalů či izolací (s výjimkou izolací jako jsou desky EPS-F pro kontaktní zateplovací systémy ETICS, kde je použití cizího recyklátu vyloučeno). Již dříve se při výrobě pěnového polystyrenu do čerstvé suroviny přidávaly odřezky z vlastní výroby. Použitím moderních technologií je možné podíl recyklátu ještě zvýšit, aniž by to mělo vliv na kvalitu výrobku.. Ani znečištěný odpad nezůstane bez využití. Vyrábí se z něj lehčený beton, izolační omítky, zásypy, využívá se pro vylehčení zahradního substrátu nebo při výrobě pálených cihel atd. Tímto způsobem je možno roztřídit a zpracovat většinu odpadního polystyrenu.
Použitý pěnový polystyren lze jednoduše zakomponovat například do izolačních panelů z EPS a dalších stavebních prvků z tohoto materiálu. Při recyklaci EPS na standardní PS je tento produkt využíván k výrobě věšáků na oblečení, laviček, květináčů, hraček, pravítek, nádob pro semenáčky, fotorámečků a ozdobných lišt. Izolační prvky Rastra používané při stavbě betonových základů a stěn jsou vyráběny z kombinace betonu a EPS. Někteří američtí výrobci produkují betonové prefabrikáty se zhruba 80 % obsahem recyklovaného EPS již od roku 1993.

## Zdraví
Na stránkách organizace ACC je k plastovým produktům pro stravovací zařízení uvedeno následující:
Vládní orgány pro bezpečnost potravin na základě pěti desítek let vědeckých testů rozhodly, že použití polystyrenu v produktech pro stravovací zařízení je bezpečné. Polystyren například splňuje všechny standardy pro použití v obalech určených ke skladování a servírování potravin stanovené Úřadem pro kontrolu potravin a léčiv Spojených států (FDA), jakož i Evropskou komisí / Evropským úřadem pro bezpečnost potravin. Hongkong nedávno přezkoumal bezpečnost servírování různých potravin pomocí produktů z pěnového polystyrenu a došel ke stejnému závěru jako FDA.
V letech 1999 až 2002 bylo realizováno vyčerpávající posouzení potenciálních zdravotních rizik souvisejících s vystavením lidského organismu působení styrenu, ze kterého se vyrábí PS i EPS. Rizika vyhodnocoval mezinárodní panel sestávající z 12 odborníků vybraných Harvard Center for Risk Assessment. Vybraní odborníci byli vybaveni odbornými znalostmi z oblastí toxikologie, epidemiologie, lékařství, analýzy rizik, farmakokinetiky a posouzení expozice.
Studie ve svých závěrech uvedla, že styren se vyskytuje přirozeně v potravinách, mimo jiné v jahodách, hovězím mase či různém kořením, a vzniká přirozeným způsobem při zpracování potravin jako například vín a sýrů. V rámci studie byly dále vyhodnoceny veškeré publikované údaje o množství styrenu, jež do lidského organismu proniká v důsledku migrace z potravinových obalů a dalších jednorázových předmětů v kontaktu s potravinami. Z posouzených informací byl vyvozen závěr, že široká veřejnost nemá důvod k obavám z negativních účinků expozice styrenu z potravin a plastových materiálů používaných k výrobě obalů určených pro kontakt s potravinami.